# Katalin Bársony
Katalin Bársony (anhörenⓘ geboren am 31. Dezember 1982) ist eine ungarische Regisseurin und Filmemacherin, die insbesondere für ihre Dokumentarfilmreihe Mundi Romani – The World Through Roma Eyes (Mundi Romani – Die Welt mit den Augen der Rom_nja) bekannt wurde. Sie gilt auch als Aktivistin für Romafragen.

## Leben und Werk
Katalin Bársony schloss ihr Studium der Kommunikations- und Verhaltenswissenschaften an der Corvinus-Universität Budapest mit einer Promotion ab. Sie ist Miegunyah Fellow des Victorian College of the Arts an der Universität Melbourne.
Sie entwickelte die Dokumentarfilmreihe Mundi Romani – The World Through Roma Eyes (Mundi Romani – Die Welt mit den Augen der Rom_nja)  für den Fernsehsender Duna Televízió in Budapest. Die Serie mit insgesamt 42 Folgen wurde in 28 verschiedenen Ländern aufgenommen und zwischen 2007 und 2011 monatlich ausgestrahlt. Sie gilt als die erste Fernsehserie, die das Leben von Romagemeinschaften dokumentiert und wurde mehrfach ausgezeichnet, unter anderem 2010 mit dem UNESCO-Preis für Kulturverständigung. 2019 erschien unter ihrer Regie der Dokumentarfilm How far the Stars, der die Geschichte des Jazzpianisten József Balázs erzählt. Er wurde unter anderem auf dem Eastern Neighbours Film Festival gezeigt.
Neben ihrem eigenen Filmschaffen ist Katalin Bársony Geschäftsführerin der Romedia Foundation, die sich als Medienorganisation für Roma versteht und unter anderem Sommercamps für junge Rominjas mit Schwerpunkt Medienausbildung anbietet. Darüber hinaus ist sie Kuratorin des Bereichs Film für die RomArchive.